# Argaki
Argaki (in greco Αργάκι?, localmente [ar̥ˈkat͡ʃi]; in turco Akçay) è un villaggio di Cipro, a sud-est della città di Morfou. De iure si trova nel distretto di Nicosia della repubblica di Cipro, de facto, in quello di Güzelyurt della repubblica di Cipro del Nord. Sino al 1974 il villaggio è sempre stato misto.
Nel 2011 Argaki aveva 1 008 abitanti.

## Geografia fisica
Si trova nella zona di Morfou/Güzelyurt, due chilometri a nord-ovest di Katokopia/Zümrütköy e cinque chilometri a sud-est della città di Morfou.

## Origini del nome
In greco Argaki significa "piccolo ruscello". I turco-ciprioti hanno cambiato il nome in Akçay nel 1975, che significa "piccolo torrente bianco".

## Società

### Evoluzione demografica
Argaki è sempre stato un villaggio misto. Nel censimento ottomano del 1831, i cristiani (greco-ciprioti) costituivano la maggioranza degli abitanti (60%). Nel 1891 questa percentuale era aumentata al 74%. Durante il periodo britannico, mentre la popolazione greco-cipriota del villaggio aumentò significativamente, la popolazione turco-cipriota diminuì. Nel 1960, la quota greco-cipriota della popolazione del villaggio era salita al 94%.
Nell'agosto 1974, i greco-ciprioti di Argaki fuggirono dal villaggio dall'esercito turco che avanzava. Secondo Goodwin, gran parte di questi greco-ciprioti sfollati furono reinsediati ad Acheleia, Kato Polemidia e Pano Polemidia. Il numero di greco-ciprioti sfollati da Argaki/Akçay fu di circa 1.550 (1.541 nel 1973).
Attualmente il villaggio è abitato principalmente da turco-ciprioti sfollati da Potamia/Dereli, Dali e Agios Sozomenos/Arpalık, villaggi nel distretto di Nicosia. Anche gli originari abitanti turco-ciprioti del villaggio vivono ancora lì. Inoltre, alcune famiglie provenienti dalla Turchia si stabilirono nel villaggio nel 1976-77. Durante la stagione della raccolta delle arance, il villaggio ospita anche molti lavoratori agricoli stagionali dal sud-est della Turchia. Essi sono di solito alloggiati in tende o in alloggi prefabbricati, eretti appositamente per loro, di solito situati negli aranceti dove lavorano.